# Kosárna (Karlovice)
Kosárna v Karlovicích (okres Bruntál) byl původní hamr z roku 1600, který je využívám jako muzeum a je národní kulturní památkou České republiky.

## Historie
Objekt byl postaven v roce 1600, jak dokládá nápis na střešním kabřinci. V období 1645–1725 patřil do majetku knížecí Horní komory hamerní hutě. Protože výroba železa v hamrech zaostávala hamry byly zrušeny a objekt koupil Jan Michal Hartel. Tento kosař objekt zvětšil a vyráběl kosy, srpy, zemědělské nářadí a drát. V roce 1812 byla prodána Janu Heinrichovi a v roce 1845 převedena do vlastnictví mlynářce sousedního mlýna Josefě Langrové. Od roku 1898 vlastnil kosárnu mlynář Anton Frank, který objekt pronajímal. V roce 1945 byla kosárna přidělena Josefu a Jarmile Pelánovým. V roce 1974 byla kosárna pro rekreační účely zakoupena bruntálským Okresním vlastivědným muzeem. Od roku 1992 slouží jako muzeum. K areálu muzea patří zděný chlév, špýchar s přistavěnou stodolou a zahrada.

## Popis
Na zděném přízemí je dřevěné patro s ochozem s vyřezávanými sloupky a nad ním vysoká dřevěná střecha. Do dnešní podoby byl objekt kosárny přestavěn v roce 1759. Další úpravy byly v 19. a 20. století. Dřevěná budova je typickou stavbou slezské venkovské architektury. Budova sloužila také jako mlýn.